# 클라라지아
클라라지아(학명: Clarazia)는 기룡목 탈라토사우루스과에 속하는 기룡이다. 지금은 멸종된 종으로서 전체적인 몸길이가 4~6m인 거대한 기룡에 속한다.

## 특징
클라라지아는 스위스의 몬테 산 조르지오에서 발견되었으며, 트라이아스기 중기에 멸종된 탈라토사우루스의 속이다. 1936년에 이름 붙여진 단일종인 클라라지아 쉰지(Clarazia shinzi)로 대표된다. 클라라지아는 탈라토사우루스과의 기룡으로서 바다의 생활에 적응하여 살아갔던 종이다. 바다에 적응하여 살아갔던 기룡의 특징인 긴 목을 가지고 있었으며 꼬리도 매우 길게 늘어나 있다. 갈비뼈와 두개골의 크기도 제법 크며 눈이 제법 크고 코도 발달되어 시각과 후각이 매우 뛰어났었던 종으로 추정된다. 또한 바다에서의 빠르고 정확한 유영을 위하여 다리는 노의 형태로 진화한 종이다. 이빨은 양턱에 15~25개의 삼각형 모양의 이빨을 가지고 있다. 먹이로는 당대에 서식했던 물고기, 갑각류, 두족류를 주로 잡아먹고 살았을 육식성의 기룡으로 추정되는 종이다.

## 생존시기와 서식지와 화석의 발견
클라라지아가 생존했던 시기는 중생대의 트라이아스기 중기로서 지금으로부터 2억 2000만년전~2억년전에 생존했었던 종이다. 생존했었던 시기에는 유럽을 중심으로 하는 지중해와 북동부 대서양, 북극해에서 주로 서식했었던 종이다. 화석의 발견은 1936년에 유럽의 트라이아스기에 형성된 지층에서 유럽의 고생물학자들에 의하여 최초로 발견되어 새롭게 명명된 종이다.

## 같이 보기
- 파충류
- 중생대
- 트라이아스기
- 기룡
- 화석